# 여자 기성전
여자 기성전은 한국제지가 후원을 맡고 한국기원이 주최ㆍ주관하는 바둑 기전이다. 한국기원 소속 여자프로기사 외에 아마추어 여자 선수들에게도 출전 기회를 주는 것은 국내여자 기전으로서는 처음 있는 일이다. 

## 대회 방식
- 한국기원 소속 여자프로기사 57명 외에 3명의 아마추어 여자 선수들에게도 출전 기회를 부여한다. 아마추어 24명이 출전해 피셔방식으로 경쟁한다.

## 대국 규정
- 예선과 본선에서 공히 시간제로 피셔방식을 택한다.[1]기본 30분을 주고 매수 30초를 추가하는 방식이다.
- 4기부터는 각자 1시간에 40초 초읽기 3회로 변경되었다.

## 대회 상금
- 여자 개인전 최대인 1억 5000만원 규모로 열리며, 우승상금은 3,000만원이다.

## 역대 우승자
| 회수 | 연도 | 우승        | 전적 | 준우승               |
| ---- | ---- | ----------- | ---- | -------------------- |
| 1    | 2017 | 김다영 三단 | 2:1  | 오유진 五단          |
| 2    | 2018 | 최정 九단   | 2:0  | 김혜민 八단          |
| 3    | 2019 | 최정 九단   | 2:0  | 김채영 五단          |
| 4    | 2020 | 최정 九단   | 2:0  | 김채영 六단          |
| 5    | 2021 | 오유진 九단 | 2:0  | 최정 九단            |
| 6    | 2022 | 최정 九단   | 2:0  | 김은지 五단          |
| 7    | 2023 | 김은지 八단 | 2:1  | 최정 九단            |
| 8    | 2024 | 최정 九단   | 2:1  | 나카무라 스미레 三단 |